# Scopula magna
Scopula magna là một loài bướm đêm trong họ Geometridae.